# La Tinaja, Guerrero
La Tinaja är en ort i Mexiko.   Den ligger i kommunen San Miguel Totolapan och delstaten Guerrero, i den södra delen av landet, 190 km sydväst om huvudstaden Mexico City. La Tinaja ligger 291 meter över havet och antalet invånare är 384.
Terrängen runt La Tinaja är kuperad åt nordväst, men åt sydost är den platt. Runt La Tinaja är det ganska glesbefolkat, med 21 invånare per kvadratkilometer. Närmaste större samhälle är San Miguel Totolapan, 2,6 km öster om La Tinaja. Omgivningarna runt La Tinaja är en mosaik av jordbruksmark och naturlig växtlighet.